# Bölzer

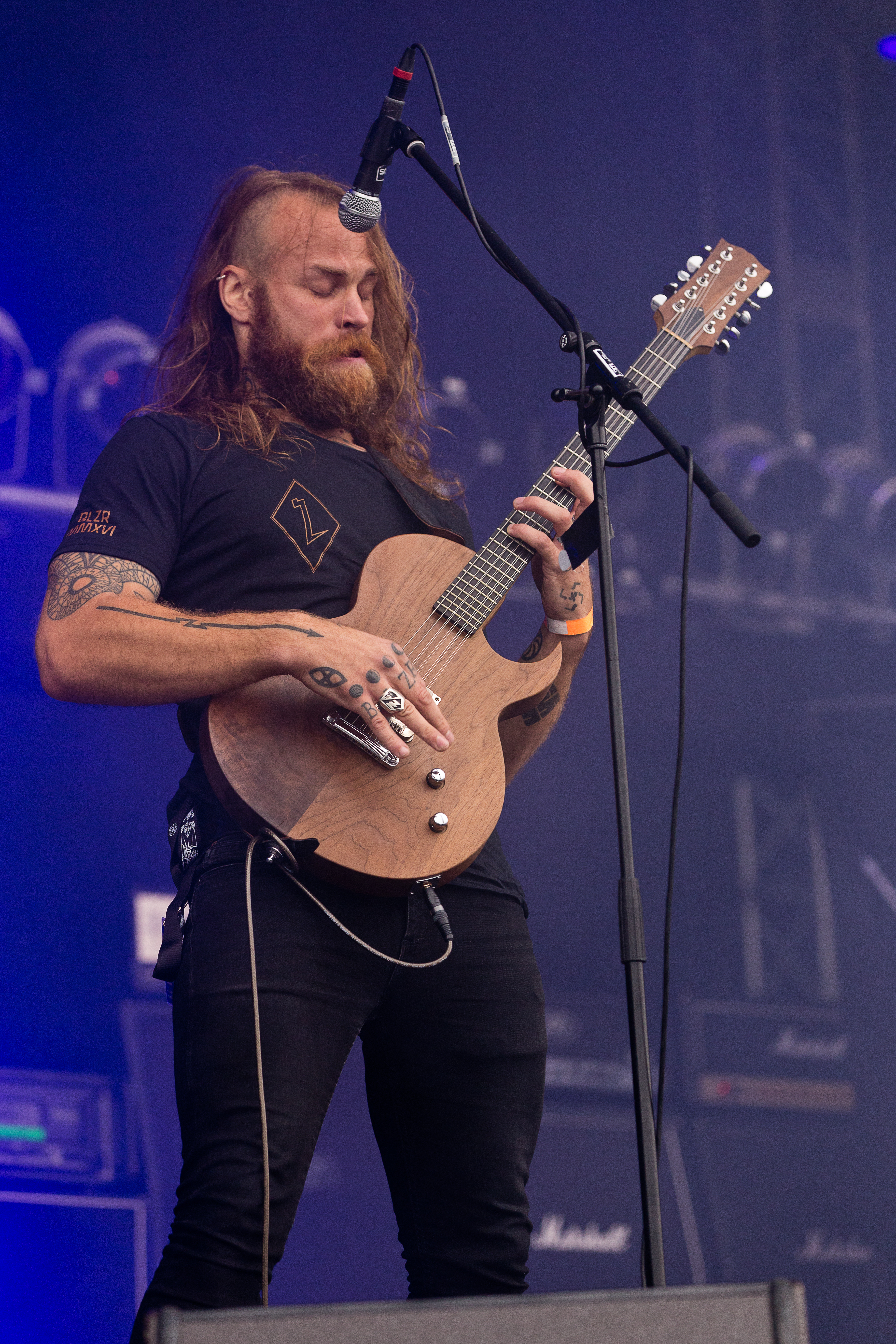
Okoi Thierry Jones 2016 auf dem Party.San

Bölzer ist ein 2008 gegründetes Schweizer Death-Metal-Duo. Charakteristisch für die Musik ist der vollständige Verzicht auf den Bass, Gitarrist Okoi Jones spielt eine zehnsaitige Gitarre von B.C. Rich. Bislang hat Bölzer drei EPs und ein Studioalbum veröffentlicht.

## Bandgeschichte
Gegründet wurde Bölzer 2008 in Zürich von den Freunden Okoi Thierry Jones (Gesang, Gitarre) und Fabian Wyrsch (Schlagzeug). Anfangs gab es Bestrebungen, einen Bassisten in die Band zu integrieren, was die Gründer jedoch nach zwei gescheiterten Versuchen aufgaben. 2011 veröffentlichte das Duo ein Demo mit dem Titel Roman Acupuncture. Den charakteristischen Klang der Gitarre erzeugt Okoi Jones durch den Einsatz von drei Verstärkern mit jeweils eigenen Equalizer-Einstellungen. Anfang 2013 erschien die erste EP Aura via Iron Bonehead, gefolgt 2014 von einer weiteren EP Soma, mit beiden Veröffentlichungen erreichte Bölzer Kult-Status innerhalb des Death-Metal-Underground. Songwriting und Aufnahme des Debütalbums nahmen weitere zwei Jahre in Anspruch, sodass das Debütalbum Hero im November 2016 bei Iron Bonehead erschien.

## Kontroverse
Aufgrund der Tätowierungen von Sänger Okoi Jones, die u. a. Sonnenräder und Runen zeigen, stand die Band 2014 unter dem Verdacht, rechtsgerichteten Ideologien nahezustehen. Dies wies Okoi Jones unter Berufung auf seine afrikanischen Wurzeln zurück und gab an, „dieses positive Symbol vor der immer weiter befeuerten Dämonisierung“ retten zu wollen, denn schliesslich lebe man in einer „Zeit des liberalen Denkens, endloser Informationsquellen und allgemeiner Rationalität“. Weiterhin wies Okoi Jones sämtliche Vorwürfe, er wolle durch die großflächigen Tattoos Symbole des Nationalsozialismus überdecken, als Unsinn zurück.

## Diskografie
- 2011: Roman Acupuncture (Demo)
- 2013: Aura (EP, Iron Bonehead Productions)
- 2014: Soma (EP, Iron Bonehead)
- 2016: Hero (Iron Bonehead)
- 2019: Lese Majesty (EP, Lightning & Sons)

## Belege
1. 1 2 3  Sebastian Schilling: Krach von der Basis: Bölzer – Zeichen setzen. In: Rock Hard #329. Oktober 2014, archiviert vom Original (nicht mehr online verfügbar) am 4. Dezember 2016; abgerufen am 3. Dezember 2016.
2. 1 2  Andy Cunningham: Bölzer – Interview. In: metalireland.com. 21. Februar 2013, archiviert vom Original (nicht mehr online verfügbar) am 4. Dezember 2016; abgerufen am 3. Dezember 2016 (englisch).  Info: Der Archivlink wurde automatisch eingesetzt und noch nicht geprüft. Bitte prüfe Original- und Archivlink gemäß Anleitung und entferne dann diesen Hinweis.
3. ↑  Mandy Malon: Bölzer: Die Kraft im Mitternachtshimmel. In: Rock Hard. Nr. 368, Dezember 2016, S. 22 f. (rockhard.de). Bölzer: Die Kraft im Mitternachtshimmel (Memento vom 12. Juli 2017 im Internet Archive)